# Giórgos Georgíou (homme politique chypriote, 1963)
 (janvier 2025).
Pour les articles homonymes, voir Georgios Georgiou.
Giórgos Georgíou (grec moderne : Γιώργος Γεωργίου), ou Giórgos K. Georgíou (Γιώργος Κ. Γεωργίου), né le 9 avril 1963 à Afania (en) (district de Famagouste, Chypre du Nord), est un homme politique chypriote, membre du Parti progressiste des travailleurs. Il est élu député européen en 2019, et réélu en 2024.